# Береговая (Кемеровская область)
Берегова́я — деревня в Кемеровском районе Кемеровской области, центр Берегового сельского поселения.

## География
Находится на левом берегу реки Томь в 32 км на юг от Кемерово, высота над уровнем моря 121 м.

## История
Основана до революции как деревня Кобылина. По данным справочника «Списки населённых мест Томской губернии за 1911 год» деревня Кобылина относилась к Верхотомской волости Кузнецкого уезда Томской губернии. В деревне насчитывалось 84 двора и 483 жителя (238 мужчин и 245 женщин). Село располагалось на левом берегу реки Томь, имелись сельский хлебозапасный магазин и мануфактурная лавка.
Указом Президиума ВС РСФСР от 16 июля 1939 года деревня Кобылина переименована в деревню Береговую.
Решением ОИК (сельского) № 256 от 23 июня 1964 года был образован Береговой сельсовет, в который включены деревни Береговая, Смолино, Шумиха и п. Смирновский, переданные из Октябрьского сельсовета. В том же 1964 году нескольких небольших колхозов были объединены в совхоз «Береговой», (входивший в число 300 крупнейших сельхозпредприятий России).
Решением ОИК № 122 от 30 марта 1973 года центр Берегового сельсовета перенесен в деревню Шумиха.
Решением ОИК № 480 от 4 ноября 1974 года деревня Шумиха объединена как фактически слившаяся с деревней Береговой.
25 января 2005 года совхоз «Береговой» был реорганизован путем преобразования в Сельскохозяйственный производственный кооператив «Береговой».

## Население
| 2010 |
| ---- |
| 1974 |

## Экономика
В деревне расположен сельскохозяйственный производственный кооператив «Береговой», который занимается производством картофеля, овощей, зерна, кормов и молока., действует средняя школа, инфраструктура — 32 улицы и 8 переулков.

## Транспорт
Общественный транспорт представлен автобусным маршрутом:
- № 116: д/п Вокзал — д. Смолино — д. Береговая

## Известные уроженцы
- Абдулов, Иван Филиппович (1922—1943) — Герой Советского Союза.